# Малый пёстрый баклан
Малый пёстрый баклан (лат. Microcarbo melanoleucos) — вид птиц из семейства баклановых. Выделяют три подвида.

## Описание
Спина и крылья тёмного цвета, нижняя сторона, включая шею и лицо, напротив, белые. Длина тела от 55 до 65 см.

## Распространение
Малый пёстрый баклан распространён от Индонезии и Новой Гвинеи до Соломоновых островов, Австралии и Новой Зеландии.

## Питание
Питается преимущественно мелкими рыбами.